# 李离 (成汉)
李离（？—309年），中国五胡十六国时代成汉大臣。
301年，李特让哥哥李辅，弟弟李骧，儿子李始、李荡、李雄，任回，李含和儿子李国、李离，任臧，李攀、李恭兄弟等人担任将帅，让阎式、李远等人为僚属。303年，因为李特、李荡相继死去，宗岱、孙阜即将攻来，李流非常恐惧。李含劝李流投降，李流同意，而不听李骧、李雄劝阻。五月，李流派儿子李世和李含的儿子李胡到孙阜的军中作人质。李胡的哥哥梓潼太守李离，急忙骑马从梓潼郡赶来，却没有赶上。他与李雄商议袭击孙阜，李雄鼓动流民，与李离袭击孙阜的军队，将孙阜打得惨败。宗岱已在垫江死去，荆州军退走。李流把军中事务全都交给李雄处理。304年十月，李雄即位为成都王，改年号为建兴。让李骧担任太傅，李始担任太保，李离任太尉，李云任司徒，李璜任司空，李国任太宰，阎式任尚书令，杨褒任仆射。李雄因李国、李离有智慧谋略，所有事情都必定找他们咨询后再办，李国、李离也愈发谨慎。307年，秦州流民邓定、訇氐等人占据成固，抢掠汉中，梁州刺史张殷派巴西郡太守张燕讨伐。李雄派太尉李离、司徒李云、司空李璜率军二万去救援邓定，把张燕打得惨败，张殷和汉中太守杜孟治弃城逃走。十几天后，李离等人带兵回师，将汉中百姓全部迁徙到蜀地。309年，天水人訇琦等人杀了李离和尚书令阎式，献出梓潼向罗尚投降。